# Villa Parodi
Villa Parodi è un edificio storico di Sestri Ponente, nel comune di Genova.

## Storia
Nel 1733, Stefano Spinola di Francavilla donava ai Padri Gesuiti una sua villa con palazzo nobiliare che sorgeva sulle alture di Sestri Ponente, sita tra quelle dei Lomellini-Rostand a levante, e dei Pallavicini e Spinola a ponente, affinché fosse destinata alla villeggiatura del Collegio. L'edificio, però, non rispondeva per capienza e impianto alle esigenze della comunità ecclesiastica "che ne decise la trasformazione". I lavori erano stati seguiti dal Fratello Cesare Ferretti ed erano proceduti celermente se, nel 1735, l'edificio poteva già essere utilizzato. L'oneroso impegno finanziario e, soprattutto, la soluzione planimetrica, lasciano supporre una completa riedificazione del palazzo. Nell'Ottocento, a seguito degli Editti napoleonici per la confisca dei beni ecclesiastici, la Villa era passata in proprietà di privati cittadini. Prima ai Durazzo, poi a Giuseppe Casanova il quale, nel 1856 vi aveva ospitato la duchessa d'Orléans con i figli, come commemora ancora oggi una targa nell'atrio del palazzo. Era quindi passata ai Raggio e in seguito era stata venduta al banchiere Parodi il quale, nel 1905 l'aveva a sua volta offerta al Comune di Sestri Ponente per 207.500 lire. La delibera per l'acquisto della Villa era stata approvata il 18 ottobre 1905 ed era stato deciso di installarvi una Scuola Tecnica per ragazzi "che avessero terminato le elementari, per introdurli nel mondo del lavoro". Il nuovo Istituto scolastico era stato poi intitolato a Dante Alighieri. Nel secondo dopoguerra la scuola era stata trasformata in Istituto per l'Avviamento Professionale e, dopo la Legge di riforma n° 1859 del 31 dicembre 1962, era stata trasformata in Scuola Media, mantenendo lo stesso nome dell'origine.

## Descrizione
Il palazzotto originale, di soli due piani, era stato edificato sul livello più alto di un terreno collinare ed era esposto a mezzogiorno. Il pianterreno era composto da sei grandi stanze e da un maestoso atrio scandito da colonne che dava accesso, attraverso due rampe di scale simmetriche, al piano superiore. Una galleria collegava l'ingresso al cortile retrostante. Il piano nobile era articolato internamente al grande salone centrale, con altre grandi stanze. Tutto l'edificio era decorato da affreschi monocromi di gusto Rocaille, con prospettiche di giardini e cortili, che davano l'illusione di maggior ampiezza dei locali. Nel 1735, al palazzotto erano stati aggiunti due edifici a tre piani, formando un corpo unico a forma di ferro di cavallo e creando un cortile poco profondo, rinserrato da tre lati. I corpi laterali erano destinati alle celle dei confratelli, disimpegnate da lunghi corridoi. Il corpo centrale assolveva alle funzioni di rappresentanza e di preghiera. Il complesso edilizio è rimasto inalterato sino ai giorni nostri, salvo le modifiche interne apportate alle celle per realizzare le aule scolastiche.

### Parco
Il parco si estende per circa 18.000 m² in un terreno collinare, confinante a est con l'antica Via Briscata, a nord e a ovest con altre proprietà, e a sud con la pubblica Via Vado. L'ingresso principale è costituito da un poderoso edificio abitabile, a due piani, con un ampio arco da dove inizia il viale interno carrabile, che conduce alla parte più alta del giardino. In origine, quivi c'era un vasto aranceto e un piccolo orto botanico, con numerose specie arboree e floricole, oggi del tutto scomparso. Nell'area dell'ex aranceto, è stato realizzato nel 2009 un moderno padiglione che ospita la scuola Materna Statale "Villa Parodi". Più oltre, c'è un campo di basket utilizzato dagli studenti della scuola media.